# Col dei Rossi
Col dei Rossi (Col di Rosh) è un valico alpino situato in Val di Fassa, nelle Dolomiti, a circa 2382 mt di altitudine. 

## Descrizione
Col dei Rossi è circondato da varie montagne: la Marmolada, il Gruppo del Sella e il Sassolungo. Può essere raggiunto direttamente in funivia da Canazei o da Passo Pordoi tramite il sentiero 601.

## Le passeggiate

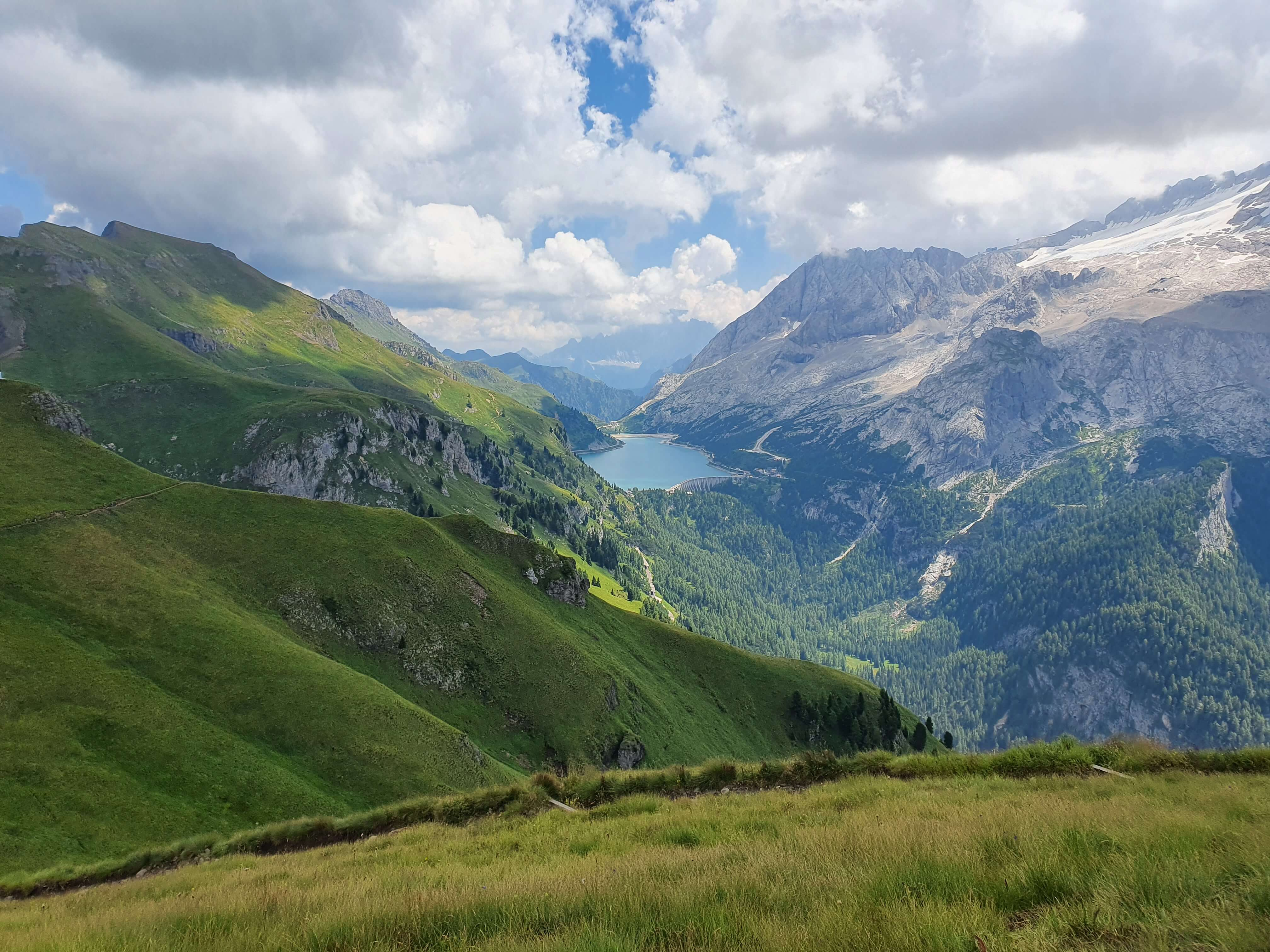

Partendo da Col de Rossi è possibile fare diverse passeggiate:
- Viel del Pan
- Passo Pordoi
- Porta Vescovo
- Lago di Fedaia